# Mount Vernon (Indiana)
Mount Vernon – miasto w Stanach Zjednoczonych, w południowo-zachodniej części stanu Indiana, w hrabstwie Posey, nad rzeką Ohio.

## Klimat
Miasto leży w strefie klimatu umiarkowanego, subtropikalnego, z wpływem powietrza oceanicznego, należącego według klasyfikacji Köppena do strefy Cfa. Średnia temperatura roczna wynosi +13,5°C, a opady 1102,4 mm (w tym do 30,7 cm opadów śniegu). Średnia temperatura najcieplejszego miesiąca - lipca wynosi +25,7°C, najzimniejszego - stycznia +0,4°C, podczas gdy rekordowe temperatury wynoszą odpowiednio +32,8°C i –29,4°C.